# Literatura LGBT de Ecuador

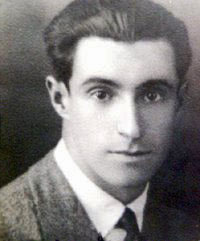
Pablo Palacio, autor de «Un hombre muerto a puntapiés»

La literatura LGBT de Ecuador, entendida como literatura escrita por autores ecuatorianos que involucre tramas, temáticas o personajes que formen parte o estén relacionadas con la diversidad sexual, tuvo su más temprano exponente en el cuento «Un hombre muerto a puntapiés», publicado en 1926 por el escritor lojano Pablo Palacio y que se convirtió en la primera obra literaria ecuatoriana en tratar abiertamente la homosexualidad.
A lo largo del siglo XX, varios autores hicieron eco de las concepciones religiosas y culturales de la época, por lo que las representaciones de personajes LGBT tenían muchas veces connotaciones negativas o finales trágicos, más aún tomando en cuenta que la homosexualidad fue despenalizada en Ecuador en 1997. Un cambio paulatino en estas representaciones tuvo lugar a finales del siglo XX y se acentuó en los primeros años del siglo XXI, cuando aparecieron las primeras novelas ecuatorianas en retratar relaciones amorosas entre personas del mismo sexo de forma positiva, en particular Salvo el calvario y Eses fatales, ambas publicadas en 2005.
En años recientes, varias obras literarias ecuatorianas con temáticas LGBT han alcanzado éxito crítico y recibido reconocimientos nacionales e internacionales, entre las que destacan novelas como Pequeños palacios en el pecho (2014), de Luis Borja Corral, Gabriel(a) (2019), de Raúl Vallejo, y algunas obras de Mónica Ojeda.

## Narrativa

### Primeras representaciones
La más antigua representación literaria de la que se tiene conocimiento de personajes o temáticas relacionadas con la homosexualidad en Ecuador ocurre en 1926 en el cuento «Un hombre muerto a puntapiés» de Pablo Palacio. La trama de la historia sigue a un protagonista que lee una crónica sobre el asesinato de un hombre tachado de «vicioso», por lo que decide investigar el caso y al final concluye que el crimen fue perpetrado por el padre de un adolescente a quien el hombre habría intentado seducir.

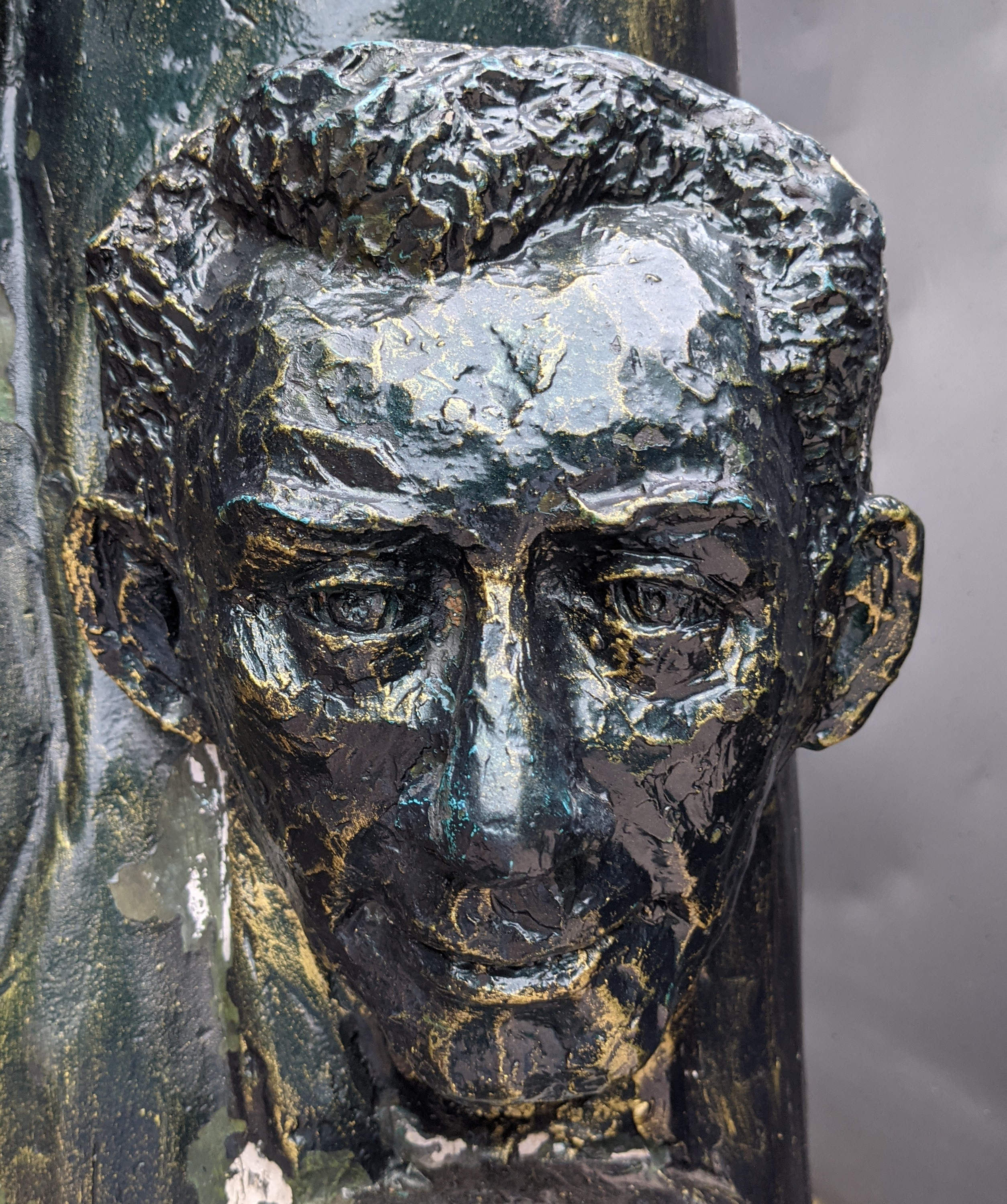
Monumento a Joaquín Gallegos Lara, autor de «Al subir el aguaje»

Cuatro años después, en 1930, el escritor guayaquileño Joaquín Gallegos Lara publica el cuento «Al subir el aguaje» como parte del libro Los que se van, y que constituye a su vez la primera obra literaria ecuatoriana en retratar la homosexualidad femenina. La protagonista de la historia, la Manflor, es descrita con características comúnmente definidas como masculinas, además de que el término «manflor» era en la época un modismo argentino usado para designar hombres considerados afeminados. En el cuento, la Manflor confronta al Cuchucho, quien a pesar de conocer el rumor sobre su orientación sexual intenta seducirla y luego violarla. Al final ambos se baten en un duelo en que la Manflor sale victoriosa.
A pesar de que ambos cuentos muestran en primer plano la homofobia en la época, y en el caso del relato de Gallegos Lara incluso una victoria simbólica sobre la violencia machista, los narradores reproducen el discurso discriminatorio para referirse a sus personajes. En el caso del cuento de Palacio, el protagonista asevera que el hombre asesinado «había tenido desde pequeño una desviación de sus instintos, que lo depravaron en lo sucesivo». El narrador de «Al subir el aguaje», por su lado, se refiere a la Manflor con el término peyorativo «marimacho».
Otra representación temprana tuvo lugar en la novela Camarada (1933), del guayaquileño Humberto Salvador. Uno de los personajes retratados en la novela es Toya, una mujer que se acepta como lesbiana. Gloria, otro de los personajes de la novela, cuenta a su vez sus experiencias lésbicas en un colegio de monjas y los celos que generaba su relación amorosa con una de sus compañeras a una de las monjas. También le revela al protagonista que las relaciones lésbicas eran muy comunes en ese tipo de colegios.

### Segunda mitad delsigloXX
En las décadas siguientes aparecieron más textos con personajes LGBT, aunque muchas de las representaciones mantuvieron connotaciones negativas. Un ejemplo es el cuento «Cara e' santo» (1953) de Rafael Díaz Ycaza, en el que Julio Barbosa, teniente político de Samborondón, intenta fallidamente seducir al protagonista. Al final de la historia Barboza aparece muerto flotando en un río. Pedro Jorge Vera también dio una visión negativa en su cuento «Los señores vencen» (1968), donde un joven homosexual que se suicida deja una carta a su padre en la que se refiere a sí mismo como «un monstruito repugnante» y «enfermo sin remedio».
Un texto notorio es la novela Por qué Jesús no vuelve, publicada en 1963 por Benjamín Carrión. En la misma, el autor critica a los conservadores de la época pero a la vez incluye varios pasajes en que da una mirada negativa de la homosexualidad al sugerir que la orientación sexual de uno de los personajes fue causada por ver el maltrato físico a su madre, incluir la «inversión sexual» en la lista de defectos de otro y señalar en un diálogo que los jóvenes debían ser orientados para apartarlos de la «intersexualidad». Sin embargo, en un pasaje casi al final de la novela, Carrión se aleja de la postura de los escritores ecuatorianos de la época y se posiciona en contra de la homofobia cuando afirma, con relación a uno de los personajes: «Maricón. Sí, lo era, pero a nadie hacía daño con eso».
La escritora Eugenia Viteri publicó durante los 60 y los 70 varios cuentos sobre personajes homosexuales. El primero de ellos fue «Los impuros», aparecido en 1962 en el libro Doce cuentos, en el que narra el velorio de un hombre homosexual luego de su suicidio. Sus padres se cuestionan avergonzados sobre los errores que pudieron haber cometido para tener un hijo así y se expresan de forma hostil cuando ven llegar al amante de su hijo, quien resulta el único que amaba al fallecido tal y como era. «Nuevas Lilianas», publicado en 1969, es marcadamente negativo en la representación: cuenta la historia del matrimonio de una mujer con un hombre que pronto se muestra como un sádico maltratador, que se casó con ella con la única intención de ocultar su homosexualidad.
Otro cuento sobre el tema escrito por Viteri es «Florencia», publicada en 1977 en el libro de relatos Los zapatos y los sueños, que es la historia de dos mujeres (Isaura y Florencia) que tenían una relación sentimental que terminó cuando Florencia decide dejar a Isaura por un hombre. Con el pasar de los años, Florencia tiene una vida marcada por la pobreza y la infelicidad y finalmente muere de tuberculosis. Durante su funeral, Isaura le reprocha el haber desperdiciado la posibilidad de ser felices juntas al aseverar: «Juntas éramos invencibles. Fuertes como la hierba que agita el viento, baña el polvo, humedece la lluvia y —aunque la pisoteen todos—, se mantiene cara al cielo…!».

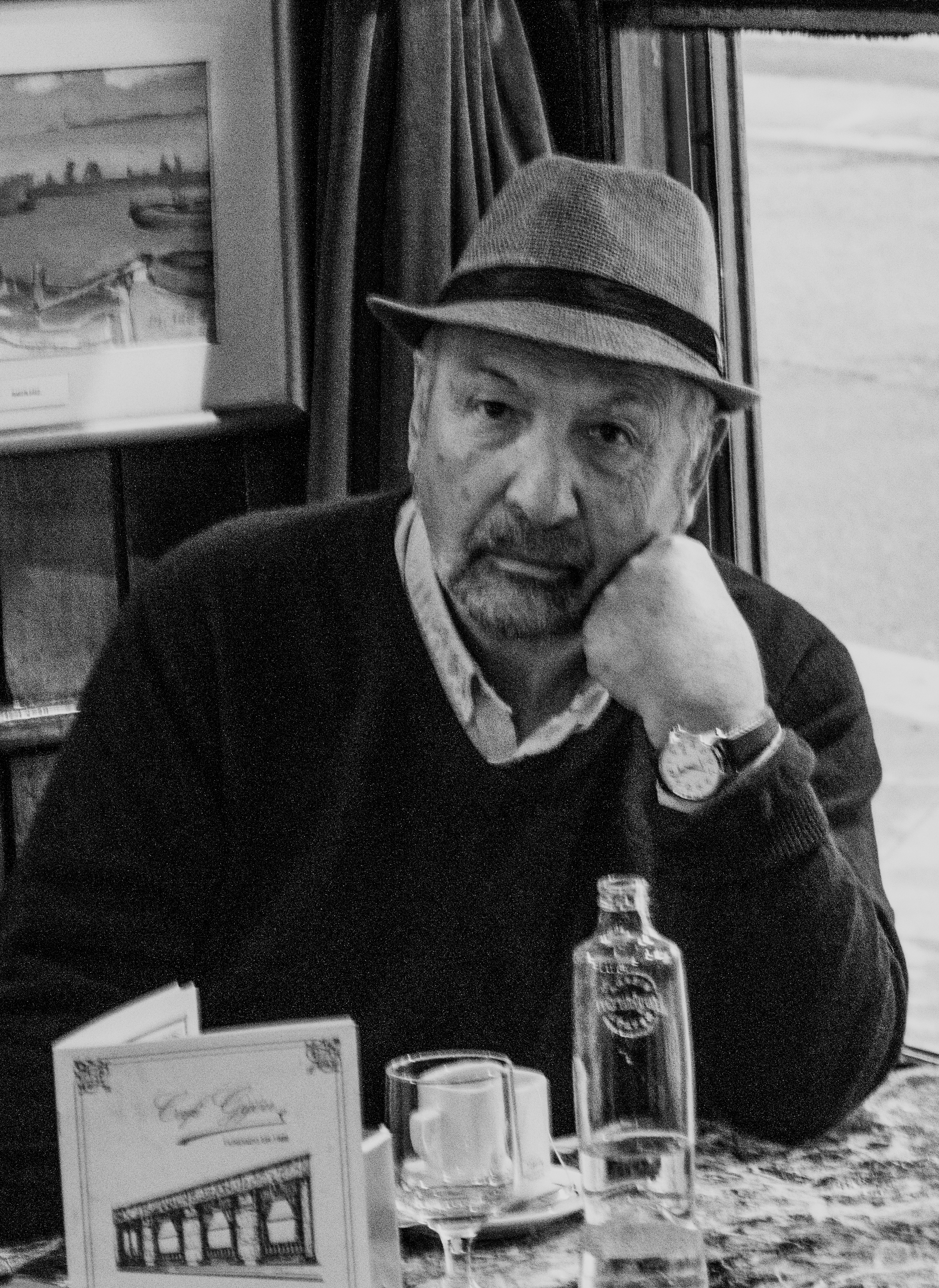
Javier Vásconez, autor de «Angelote, amor mío» (1982)

Como se constata en los cuentos de Ycaza, Vera y Viteri, la muerte (muchas veces por suicidio) es un fin recurrente para los personajes LGBT en la narrativa de la época. Esto se repite en el cuento «Angelote, amor mío» de Javier Vásconez, publicado en 1982 en el libro Ciudad lejana, narración en lenguaje barroco que sigue el monólogo interno de Julián durante el velorio de su amante, Jacinto, un hombre homosexual perteneciente a la clase alta quiteña. El relato, que en la actualidad es considerado un clásico de la literatura ecuatoriana, fue objeto de controversia al momento de su publicación por criticar la hipocresía moral y la religiosidad de la sociedad, lo que llevó a que su lectura fuera prohibida por el Ministerio de Educación. Otro ejemplo es la novela Azulinaciones (1989), de Natasha Salguero, donde el mejor amigo de la protagonista, conocido como el Negro, se suicida a causa de su orientación sexual. En el caso del relato «Es viernes para siempre, Marilín» (1997), de Huilo Ruales, la muerte del personaje LGBT se produce por un ataque homofóbico perpetrado por su propia madre.
La muerte también marca el final del protagonista de la novela El ladrón de levita (1989), de Jorge Velasco Mackenzie, donde se narran los últimos momentos en la vida de un ladrón homosexual mientras es trasladado al hospital tras sufrir un paro cardiorrespiratorio. No obstante, la novela es la vez considerada una «adelantada» en el ámbito de la narrativa LGBT ecuatoriana por académicos como Marcelo Báez, debido a su exploración detallada de la sexualidad masculina, el amor entre personas del mismo sexo y el homoerotismo.
Otro enfoque bastante usado en la época era la exploración del conflicto generado por el «deber ser», que llevaba a muchos personajes a buscar una vida heterosexual para conformarse a las normas sociales de la época. Ello ocurre en «Florencia», de Eugenia Viteri, pero también en cuentos como «Nuncamor» (1984), de Jorge Dávila Vásquez, y «Macorina» (1997), de Raúl Pérez Torres, donde la protagonista, quien se había casado con un hombre para ocultar su orientación sexual, decide dejar a su esposo y afirma, en relación con su sexualidad: «Ahora solo me conmueve la perversión, es decir lo que los moralistas llaman la perversión y yo llamo epifanía». Una situación similar a «Macorina» ocurre también en «En el sótano» (1999), de María Auxiliadora Balladares, en el que dos niños descubren la relación amorosa que había tenido su padre con su cuñado fallecido.
A finales del siglo XX aparece la figura de Raúl Vallejo, quien tras varias publicaciones se convirtió en el escritor que más extensamente exploró la diversidad sexual en la narrativa ecuatoriana hasta ese momento, primero en dos cuentos de Máscaras para un concierto (1986) y luego de forma más amplia en el libro Fiesta de solitarios, que ganó el Premio Joaquín Gallegos Lara al mejor libro de cuentos de 1992. Relatos como «Cristina, envuelto por la noche», «Te escribiré de París» y «La noche por partida doble» tratan con madurez temas como el amor entre hombres y mujeres transgénero, la violencia homofóbica y la prostitución masculina. La exploración de Vallejo de temáticas LGBT siguió cosechando éxito crítico en años posteriores, particularmente con su relato «Astrología para debutantes» (2000), en que el protagonista recorre en medio de la depresión por la pérdida los recuerdos del tiempo que pasó con su antiguo novio, ya fallecido. «Astrología para debutantes» constituyó el primer cuento ecuatoriano en mostrar el drama de personajes LGBT ante la sombra del sida, además de ser identificado por la escritora María Augusta Correa como uno de los tres relatos LGBT más reconocidos de la literatura ecuatoriana, junto con «Un hombre muerto a puntapiés» (1926) y «Angelote, amor mío» (1982).

### SigloXXI
El nuevo milenio trajo consigo una marcada evolución en cuanto a representación de la diversidad sexual en la literatura ecuatoriana. Entre las obras destacadas de estos años se encuentra Salvo el calvario, publicada en 2005 por la quiteña Lucrecia Maldonado y que se convirtió en una de las primeras novelas ecuatorianas en retratar una relación entre personas del mismo sexo de forma positiva. La trama sigue a Fernando, Miguel y Susana, tres amigos que se ven inmersos en una especie de triángulo amoroso donde el anuncio de una enfermedad lleva a los dos hombres a aceptar su sexualidad y confesar sus sentimientos por el otro. La novela ganó el premio Aurelio Espinosa Pólit, otorgado por la Universidad Católica del Ecuador.

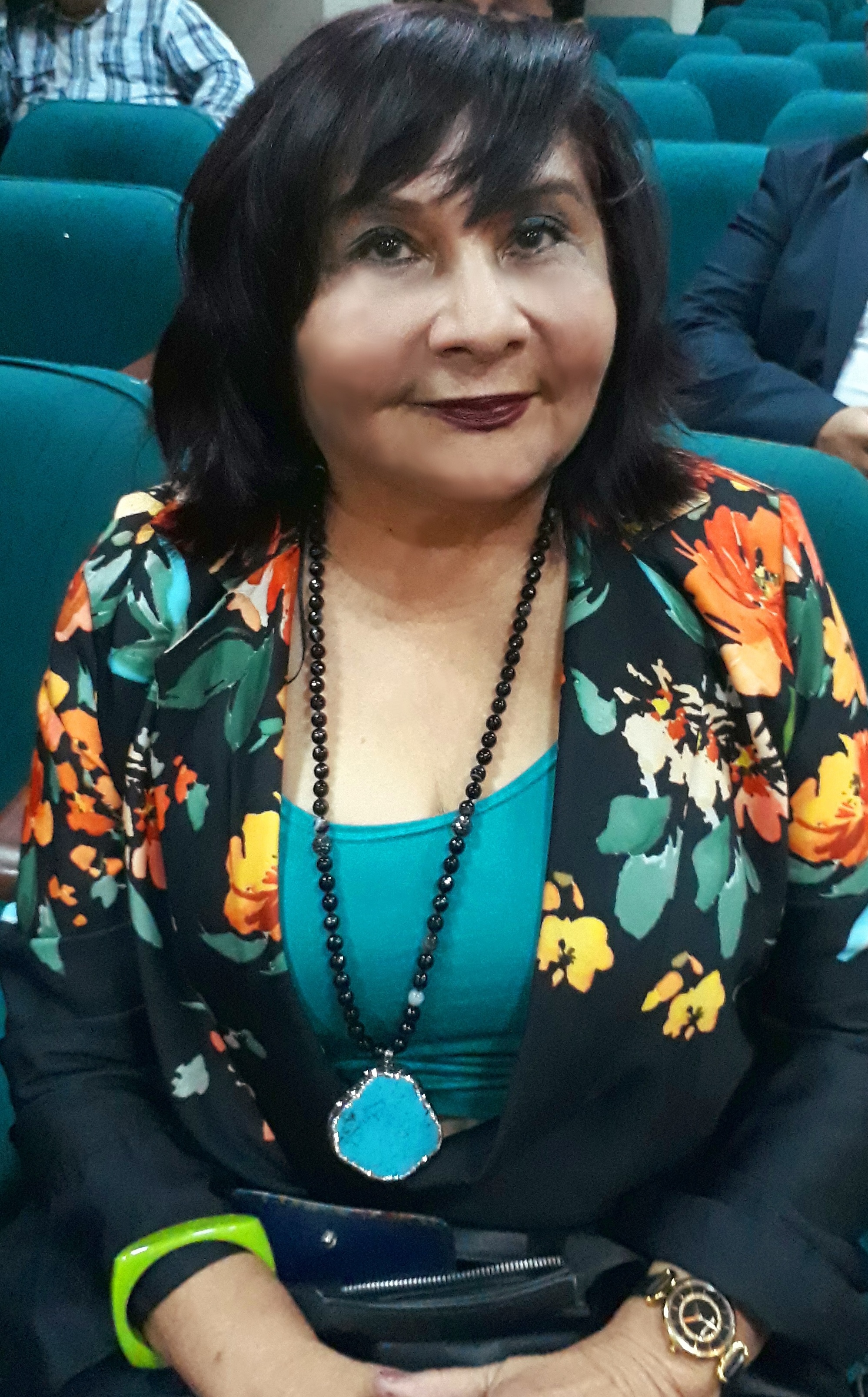
Sonia Manzano, autora de Eses fatales (2005)

El 2005 también fue el año de publicación de Eses fatales, de la poeta y narradora Sonia Manzano, considerada la primera novela lésbica escrita por una ecuatoriana y que retrata el amor entre dos mujeres entrelazando fragmentos de la vida de la poeta griega Safo de Lesbos. Manzano, quien ya había abordado la homosexualidad femenina en su novela Y no abras la ventana todavía (1993) y en su cuento «George» (1999), se refirió poco después de publicar la novela al riesgo que aún significaba el escribir un libro sobre esta temática en una sociedad como la ecuatoriana, que Manzano aseveró que «discrimina al diferente por el simple hecho de serlo».
El relato corto también vio un despunte en cuanto a representaciones positivas de personajes LGBT. Juan Carlos Cucalón lo hace en su cuento «La niña Tulita» (2009), sobre una mujer transgénero muerta que se convierte en santa y sanadora en su pueblo de origen, cuyos habitantes castigan la transfobia de su padre. Otro ejemplo es «Los Azules» (2013) de Adolfo Macías Huerta, que sigue a Trilce, una mujer que se divorcia de su esposo luego de enamorarse de su amiga Mireya, con quien participa en un movimiento en contra de la violencia de género; o «Accidente» (2015), de Gabriela Ponce, donde la protagonista tiene un despertar sexual intenso luego de acostarse con una mujer llamada Ileana, quien luego de un accidente empieza a padecer amnesia. El cuento «Elella» (2013) del guayaquileño Marcelo Báez, por su lado, es significativo por el uso de neologismos como forma de transgredir el lenguaje, entre ellos «macha», «amanta» y el propio nombre del relato, combinación de los pronombres «él» y «ella».
La década de 2010 trajo consigo varias novelas con temáticas LGBT galardonadas y bien recibidas por la crítica. Pequeños palacios en el pecho, de Luis Borja Corral, ganó el Premio Aurelio Espinosa Pólit en 2014 con una historia que narra el amor entre dos jóvenes, escrita con un lenguaje coloquial que explora la sensualidad, la juventud y temáticas tabúes, como la eutanasia. En 2018, Raúl Vallejo ganó el Premio de Novela Corta Miguel Donoso Pareja con su obra Gabriel(a), que cuenta la historia de una mujer transgénero que se enamora de un ejecutivo quiteño y que lucha por ser reconocida por su trabajo como periodista en una sociedad discriminatoria.
En los últimos años, temáticas relacionadas con la diversidad sexual han sido abordadas por escritoras como Mónica Ojeda, María Fernanda Ampuero y María Auxiliadora Balladares. Entre las obras de Ojeda que exploran el área se encuentra la novela Nefando (2016), en la que uno de los personajes sufre una fuerte disforia de género que lo lleva a cometer actos de automutilación, así como dos jóvenes que exploran su sexualidad por medio de prácticas violentas. También se puede mencionar Mandíbula (2018), en la que aborda el inicio del enamoramiento entre dos chicas adolescentes y cuya traducción al inglés fue nominada al Premio Literario Lambda a la mejor novela lésbica; y «Terremoto» (2020), un cuento sobre dos hermanas en una relación incestuosa. María Fernanda Ampuero, por su lado, explora el despertar sexual y el amor lésbico en su cuento «Nam», que ganó el premio Cosecha Eñe en su edición de 2016 de entre 4000 obras participantes.

## Poesía
La poesía homoerótica en Ecuador tiene entre sus más tempranos representantes a los poetas David Ledesma Vásquez, Ileana Espinel y Francisco Granizo. Ledesma en particular sufrió un fuerte rechazo de su familia a causa de su homosexualidad e incluso fue internado por su padre en una clínica en Lima donde le practicaron terapia de reorientación sexual. Varios de sus poemas muestran un sentido de identificación propia hacia rasgos abyectos o repulsivos, características que la sociedad de la década de 1950 adjudicaba a toda persona no heterosexual. En otros poemas aborda la incomprensión de la sociedad hacia las sexualidades disidentes, como en «Oscar Wilde», donde escribe, en referencia a la sexualidad del escritor irlandés:

Pero su Amor, ¡oh, amarga sal obscura!
¡oh, duro Amor, apenas comprendido
en un siglo de infamia!,
¡oh llaga luminosa carcomida
por las inmundas bocas de los hombres!...

A pesar de que en muchos poemas Ledesma se centra en el dolor causado por el rechazo a su orientación sexual, en otros como «Plegaria Ególatra», por el contrario, explora abiertamente y sin tapujos sus deseos sexuales. Otro ejemplo de ello es «Los ángeles que huyeron de Sodoma», en el que transforma la ciudad bíblica en un paraíso de paz donde el amor entre hombres es presentado como un sentimiento puro y humano, como se muestra en el siguiente fragmento:

(...) eran puros allí, porque ese suelo
estaba arado por hombres que tenían las manos puras,
y amaban al amigo que –a la tarde–
después de sudar juntos en las eras
brindaban el vino de su amor al hombre
con una luz purísima en los ojos.

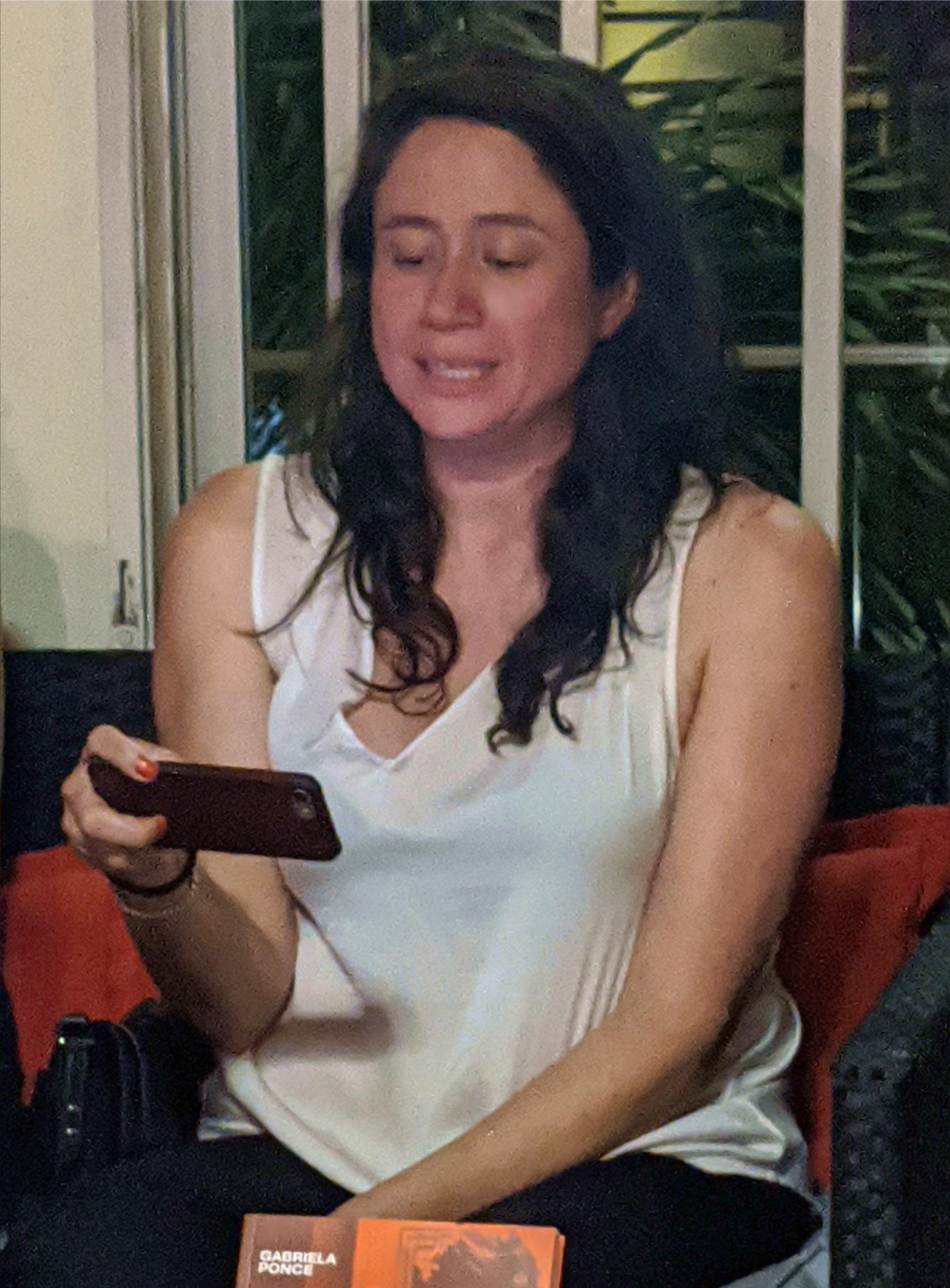
María Auxiliadora Balladares en 2020.

Otros poetas ecuatorianos que han escrito desde la disidencia sexual en décadas posteriores son: Maritza Cino, Carolina Portaluppi, Roy Sigüenza y María Auxiliadora Balladares. El deseo homosexual es justamente el motivo central de la poesía de Sigüenza, que explora temas como la belleza del cuerpo masculino, el mar como metáfora del amor entre hombres y el cruising. Otra característica de la poesía de Sigüenza es el empleo de metáforas para referirse al órgano sexual masculino, entre ellas las espuelas, la flora y el mismo mar. Un ejemplo se puede apreciar en el poema «La invitación», en el que referencia el pene en los versos: «no diré nada si afilas en mi cuerpo/ tu espuela de esmeralda/ con la que en la noche me herirás/ dulcemente me herirás». Sigüenza también aborda en su poesía el rechazo y la homofobia en la sociedad contemporánea, como se muestra en el poema «Escondites» (2006), en el que escribe:

Los hoteles no permiten
parejas de hombres
enamorados en sus cuartos
(aunque presuman de heterosexualidad
el recepcionista siempre tiene sus dudas)
para ellos están las casas abandonadas,
el monte, los parques,
los asientos traseros de los cines,
los autobuses,
(las luces apagadas)
hasta donde acude el amor,
los llama y los acoge.

En años recientes han aparecido poetas como Federico Tibiezas y la escritora transgénero Victoria Vaccaro García, quienes han explorado la diversidad sexual en sus poemarios Encuentros homosexuales con Pancho Jaime y Árbol ginecológico, respectivamente. En 2022, Vaccaro García ganó el Premio Internacional de Poesía Ana María Iza con su obra Breve mitología del cuerpo original, en el que explora la identidad LGBT y la transición.